# Carl Schenkel
Carl Schenkel (Berna, Suiza, 8 de mayo de 1948 - Los Ángeles, California, 1 de diciembre del 2003 ) fue un director de cine y guionista suizo.

## Bíografía
Carl Schenkel nació el 8 de mayo de 1948 en Berna, Suiza. Emigró a Frankfurt, Alemania y trabajó como reportero mientras que estudiaba sociología. A mediados de 1970 él entró en la industria cinematográfica como ayudante guionista y como ayudante de director. Empezó su carrera como director en 1979 con la película El Conde Drácula (muerde ahora) en la alta Baviera. Más tarde se volvió tan célebre como director que pudo emigrar a Los Ángeles, California, Estados Unidos y hacer producciones cinematográficas en Hollywood. Se retiró en el 2001 después de haber hecho allí la película Asesinato en el Orient Express.
Recibió 7 Premios y 4 Nominaciones durante su carrera y murió en su casa en Los Ángeles por insuficiencia cardíaca a los 55 años.

## Películas Conocidas
Él tuvo su primer gran éxito en 1984 con la película Abajo, con Götz George, Wolfgang Kieling y Renée Soutendijk en los papeles principales, el joven Hannes Jaenicke se volvió conocido a través de la película. Con el rodaje de Dos Mujeres logró en 1989, un éxito respetable entre los críticos. Con George Peppard y Rip Torn , también había actores de Hollywood en papeles secundarios. Su película más exitosa fue Jaque al asesino (1992) con Christopher Lambert, Diane Lane y Tom Skerritt. En Alemania, la película fue vista por dos millones de espectadores, mientras que fue un fracaso en los Estados Unidos.

## Filmografía (Selección)
- 1979: El Conde Drácula (muerde ahora), en la alta Baviera
- 1981: Frío como el Hielo
- 1984: Abajo
- 1987: Bay Coven
- 1989: Gran hombre malo (The Mighty Quinn)
- 1989: Dos Mujeres
- 1989: The Edge (Dirección, junto con Nicholas Kazan y Luis Mandoki)
- 1990: Silhouette
- 1992: Jaque al asesino (Knight Moves)
- 1994: Poseído por los celos (Beyond Betrayal)
- 1995: Exquisita Ternura (Exquisite Tenderness)
- 1996: In the Lake of the Woods
- 1997: Fríos Besos
- 1998: Tarzán y la ciudad perdida (Tarzan and the Lost City)
- 2000: Missing Pieces
- 2001: Adquisición Hostil de althan.com
- 2001: Asesinato en el Orient Express (Murder on the Orient Express)